# Chapelle des Dominicains de Viviers

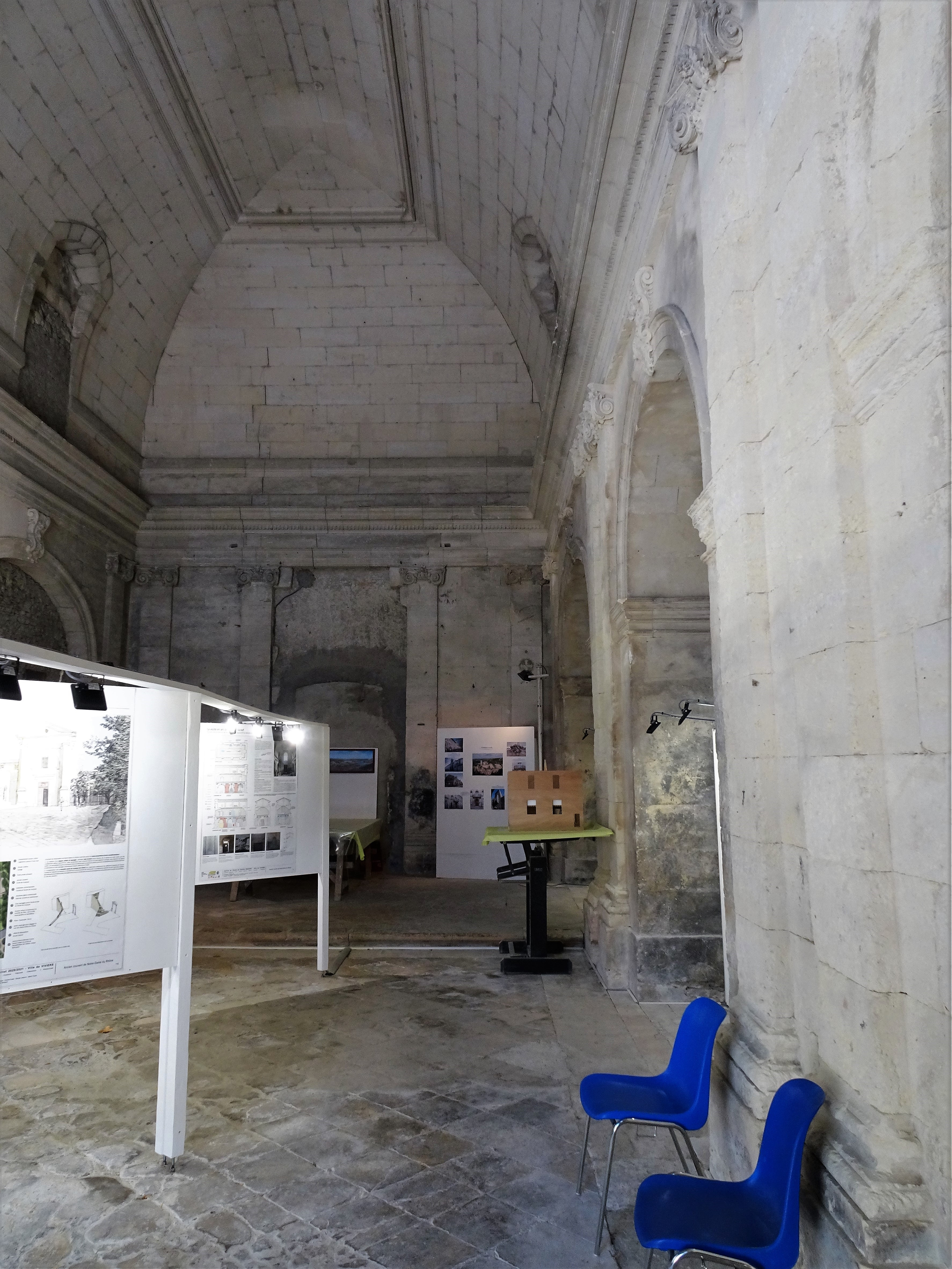
Intérieur de Notre-Dame du Rhône.

La chapelle des Dominicains, aussi appelée chapelle Notre-Dame-du-Rhône, est une chapelle située à Viviers, en France.

## Localisation
La chapelle est située sur la commune de Viviers, dans le département français de l'Ardèche.

## Historique
La première église avait été fondée avant le VIe siècle. L'évêque Venance de Viviers y avait été enterré en 544. 
En 1624, les dominicaines de Sainte Catherine de Sienne s'y installent. À partir de 1732 et sur les conseils de l'évêque, elles réorganisent le monastère. L'architecte retenu est aussi en lien avec l'évêque, puisqu'il s'agit de Jean-Baptiste Franque qui travaille alors au palais épiscopal, et son entrepreneur Claude Projet, qui reprend les anciens bâtiments conventuels. L'architecture, très sobre, se signale par l'élégance de son élévation et des quelques éléments sculptés. 
La première pierre de la nouvelle église est posée en 1734. Bénie en 1738, elle est consacrée le 11 octobre 1739. En 1743 les derniers comptes sont soldés, l'entrepreneur reçoit au total 37 000 lt. 
Saisi à la Révolution, le monastère connait de nombreuses affectations profanes, avant de devenir une école. 
L'édifice est classé au titre des monuments historiques en 1967, complété par une inscription en 2020 puis un classement en 2024 qui se substitue à l'inscription.